# 坦杜阿拉亞

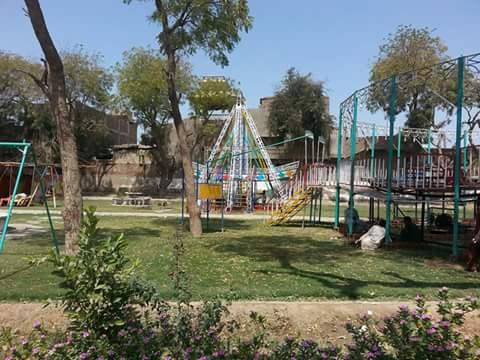
坦杜阿拉亞的沙阿拉蒂夫公园

坦杜阿拉亞是巴基斯坦的城市，由信德省負責管轄，位於該國東南部，毗鄰印度河，距離海得拉巴40公里，主要農產品有香蕉、甘蔗、芒果和棉花，2010年人口133,487，大部分居民信奉伊斯蘭教。

## 外部連結
- Sunset at Tando Allahyar（页面存档备份，存于）
- Demographs of Tando Allahyar.
- Local Government of Sindh.